# Kouznetchnoïe
Kouznetchnoïe (en russe : Кузнечное, en finnois : Kaarlahti) est une commune urbaine  du raïon de Priozersk de l'oblast de Léningrad dans l'Isthme de Carélie. Avant sa cession à l'URSS, Kaarlahti fait partie de la municipalité finlandaise de Kaukola. 

## Géographie

### Économie
À partir de 1944, Kouznetchnoïe s'est développée autour d'une grande carrière de granite et d'une usine de traitement (qui appartiennent maintenant à Granit-Kouznetchnoïe).

### Démographie
Sa population est aux différents recensements: 
| année      | 1970  | 1979  | 1989  | 2002  | 2010  |
| ---------- | ----- | ----- | ----- | ----- | ----- |
| population | 3 365 | 4 348 | 5 017 | 4 738 | 4 331 |

### Liaisons ferroviaires et routières
Kouznetchnoïe est une gare importante de la ligne de chemin de fer Saint-Pétersbourg–Hiitola et Saint-Pétersbourg–Kostamus. Elle est le terminus pour de nombreux trains de passagers venant de la gare de Finlande de Saint-Pétersbourg et de Sortavala. Elle est un arrêt de la ligne Saint-Pétersbourg-Kostomoukcha. La gare de Kaarlahti est à 18 km de Hiitola et à 155 km de Saint-Pétersbourg.
Kouznetchnoïe est relié à Melnikovo et a un accès à la A121, reliant Saint-Pétersbourg et Sortavala.

### Tourisme
Les environs rocheux de Kouznetchnoïe sont populaires pour pratiquer l'escalade et le tourisme.

## Galerie

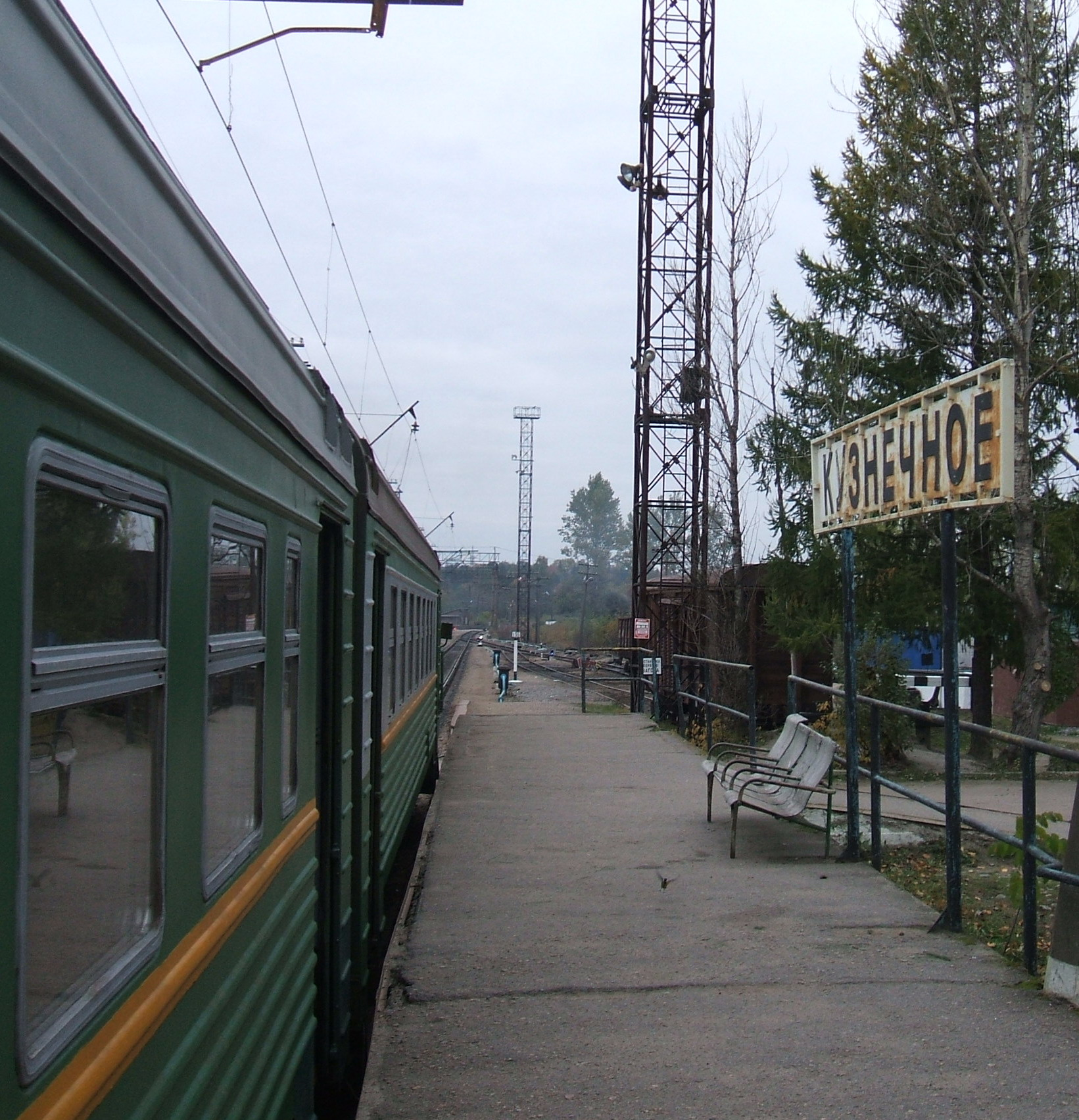
La gare ferroviaire.
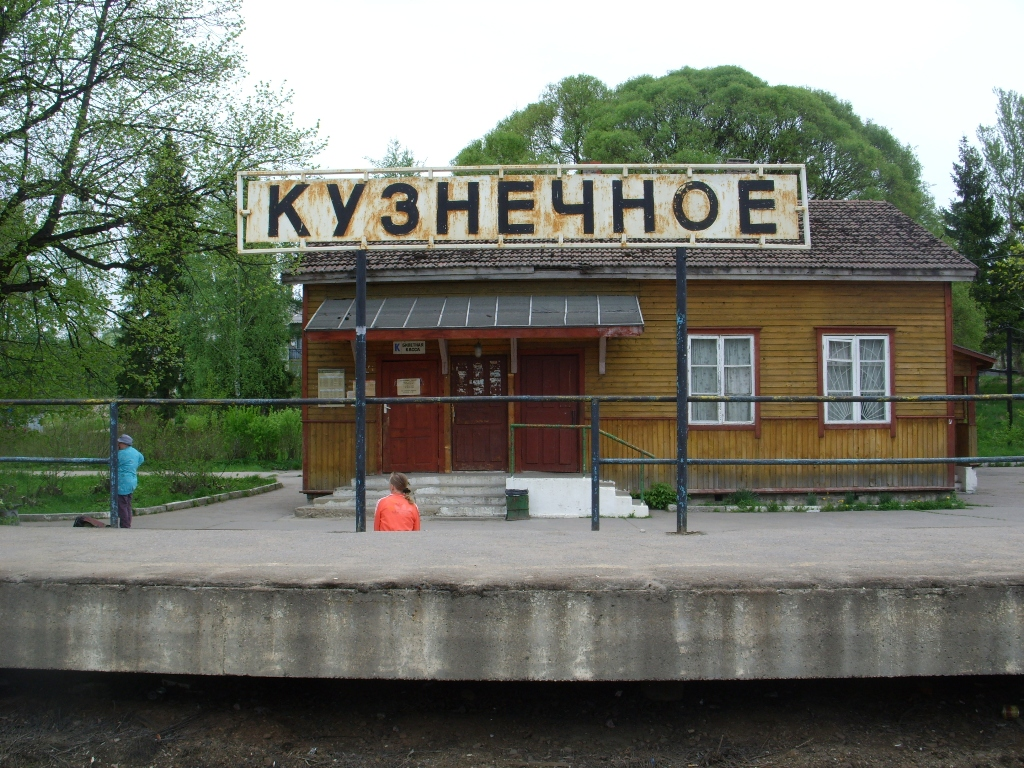
La gare ferroviaire.
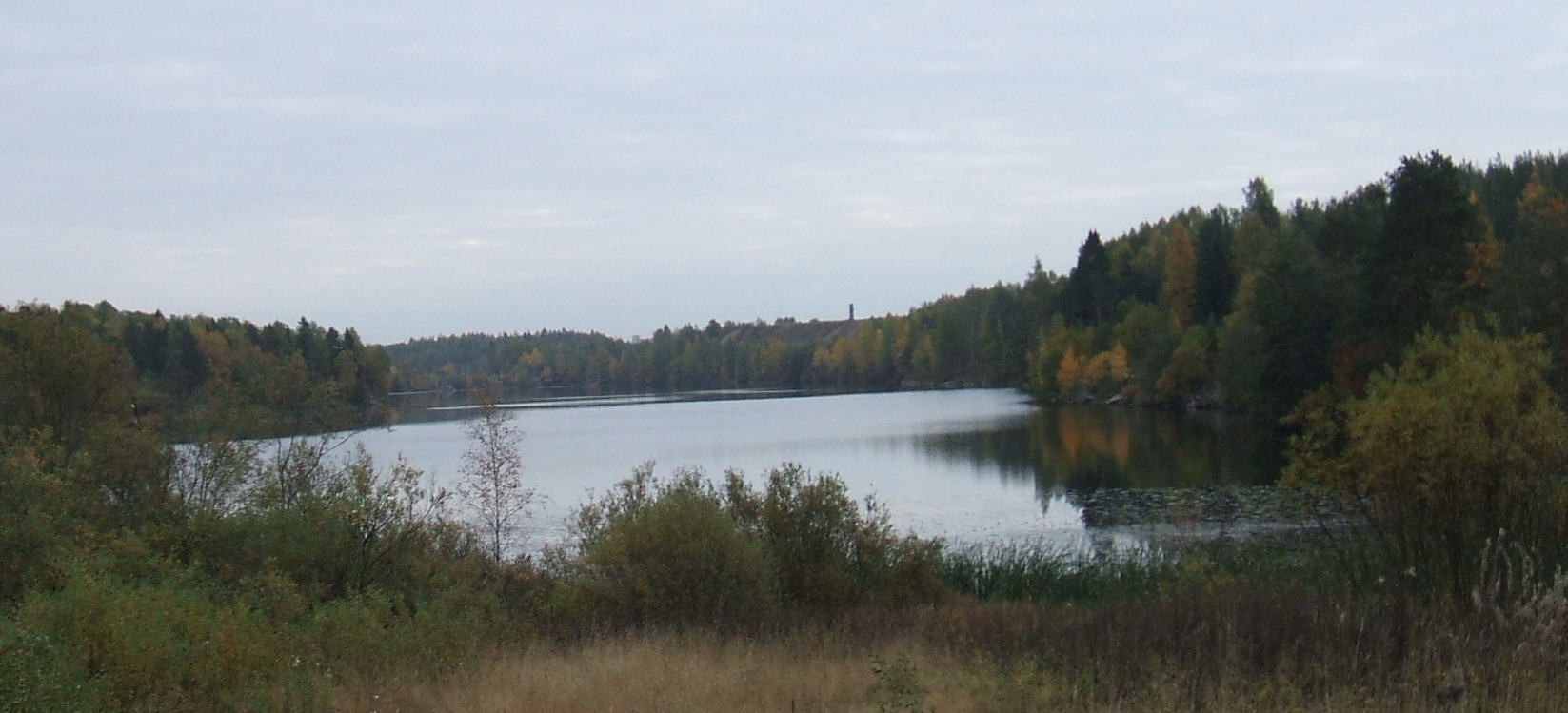
Le Lac Ladoga
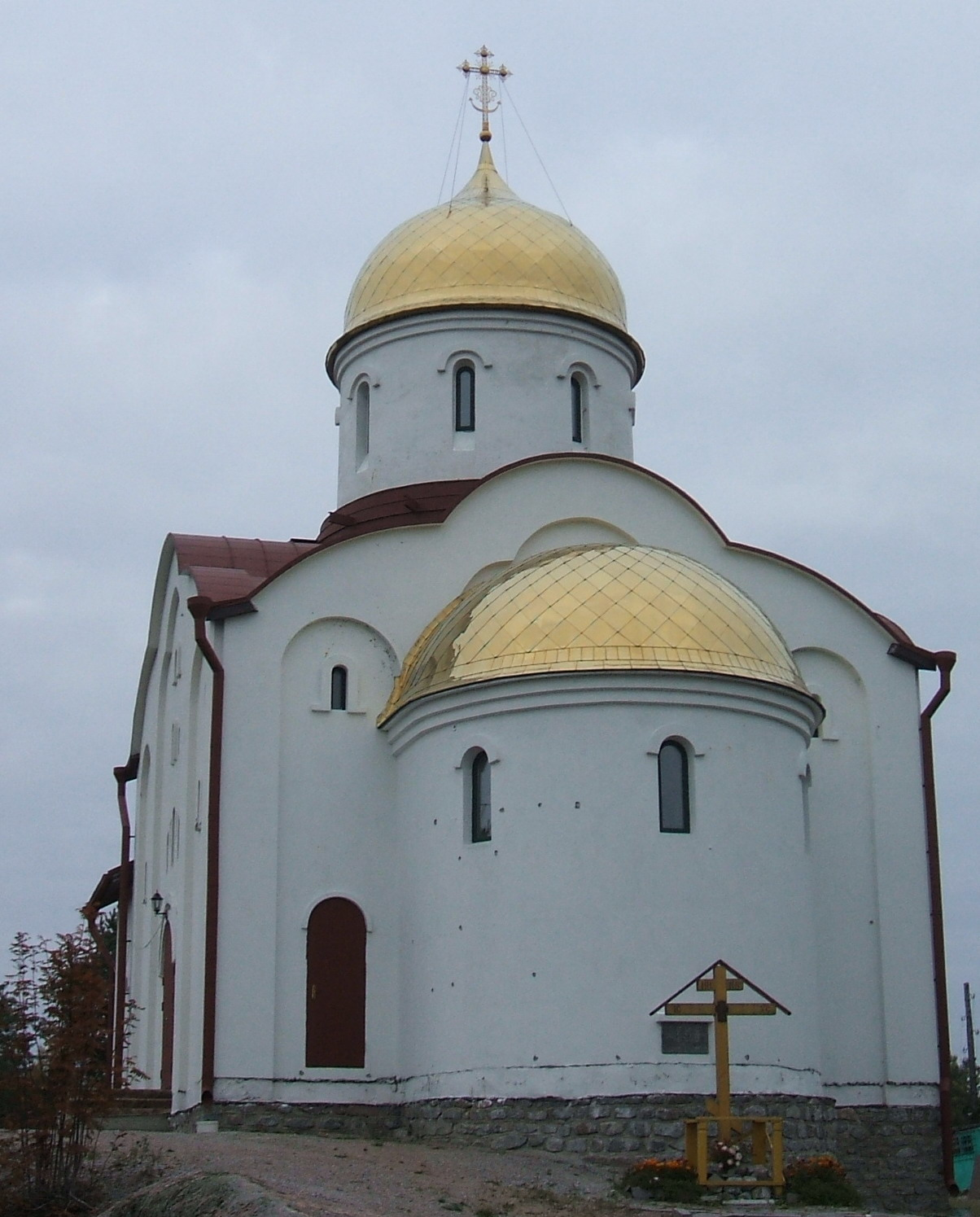
L'église.
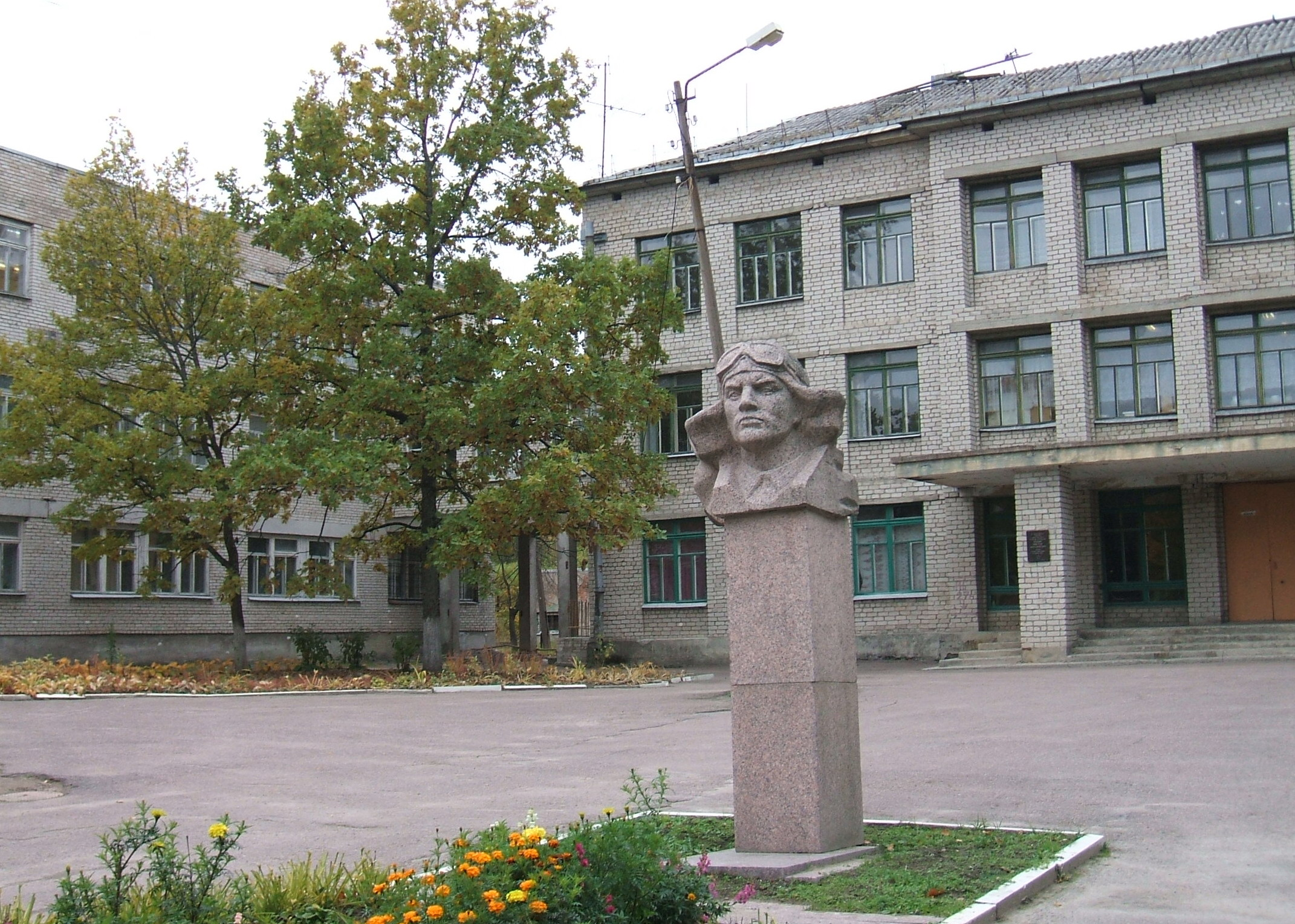
L'école.
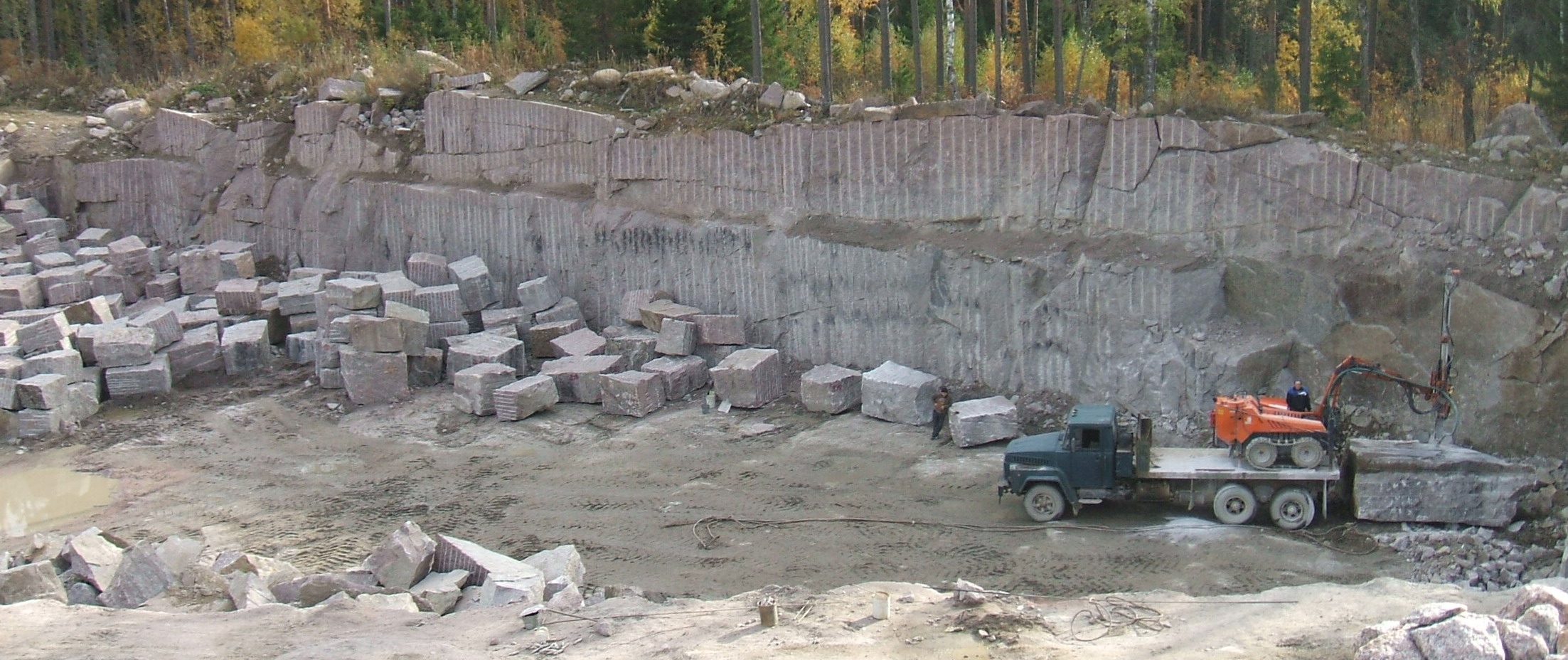
La carrière.
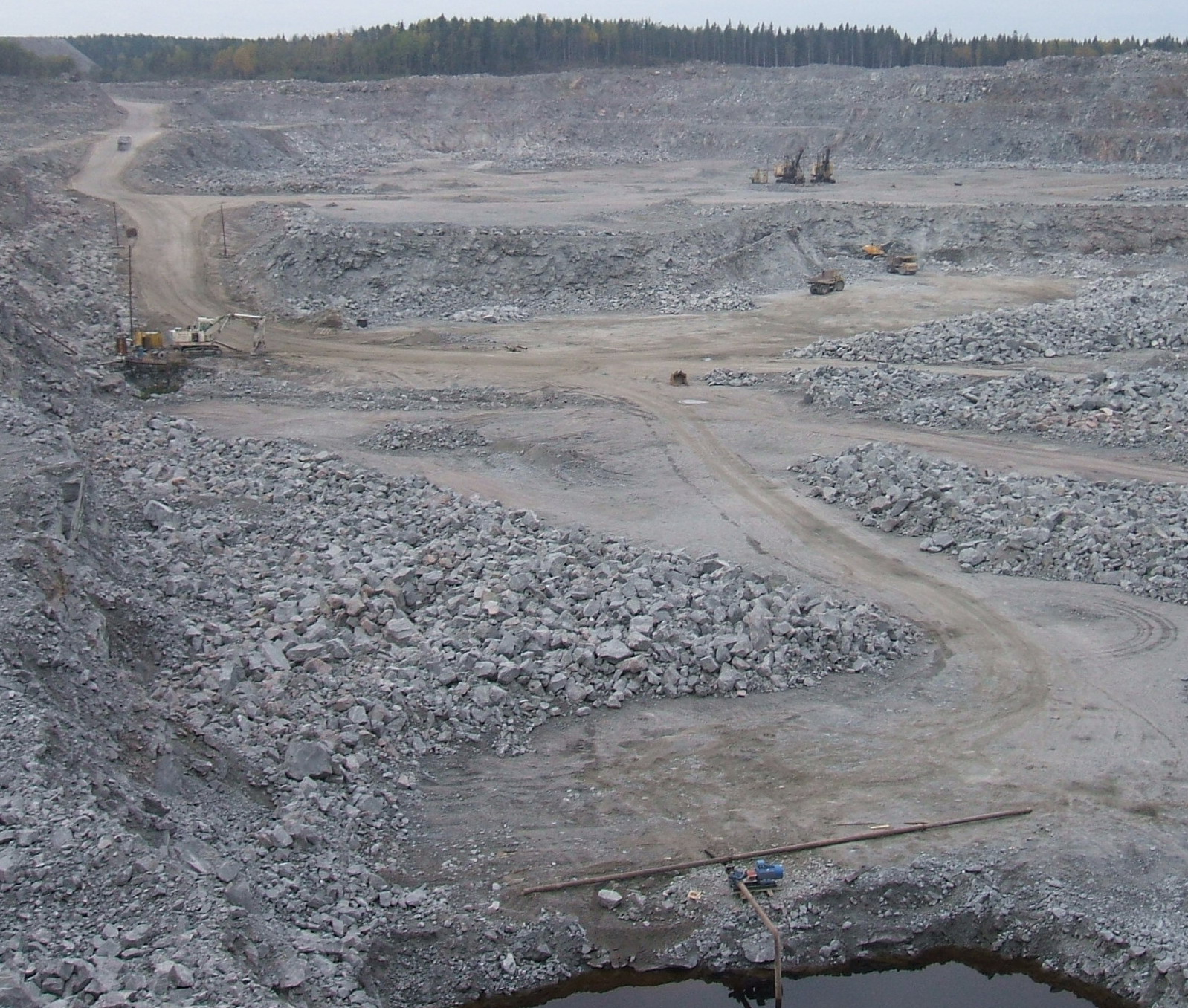
La carrière.